# Певање из вика
Певање из вика је традиционално двогласно певање које спада у певачке традиције које се испољавају као хетерофоно бордунски вокални облик. Евидентирано је као елеменат нематеријалног културног наслеђа Србије. Овај начин певања карактеристичан је за локалне заједнице српског становништва на подручју Златиборског округа у западној Србији.
Певање из вика се налази на листи нематеријалног културног наслеђа Србије.

## Техника певања
Песме изводе два певача истог пола или комбиновано, а певач који почиње песму, према народном тумачењу, „поведе”, „управља”, „предваја”, „даје команду”, „усјеца”, док се други извођач, укључује нешто касније и прати певање „вози направо”. Важно је да у току извођења не дође до прекидања музичког тока. Ове песме не певају деца због старосне доби у којој још немају развијене потребне физичке предиспозиције (зрео, јак, продоран глас, дугачко задржавање даха). Мелодија је увек иста, песма може да буде у два или у четири стиха, а када се пева аријом, како то народ зове, у четворо или и више њих, пева се такозваном пожешком, златиборском или златарском „кајдом”.

## Теме песама
Текстови песама забележени у ужичком крају класификовани су у песме уз женске и мушке послове (жетелачке, косачке, рабаџијске, „прељске”, чобанске...), свадбарске и сватовске, песме о завичају, славске, љубавне. Песма се певала и на просидбама, свадбама, сјелима, прелима, комишањима, испраћајима у војску али и без икаквог посебног повода, при случајном сусрету. Песме извика се данас изводе у свакодневном животу уз поједине послове: кошење, моба, комишање, рабаџијање, чување стоке, кад се пече ракија, на свадбама, славама, рођенданима, уз поједине послове.

## Нематеријално културно наслеђе
Певање из вика чувају локалне заједнице српског становништва на подручју Златиборског округа у западној Србији, селима општина Ариље, Бајина Башта, Ивањица, Косјерић, Нова Варош, Пожега, Прибој, Пријепоље, Ужице, Чајетина.
Такође, у оквиру више културно-туристичких манифестација у Златиборском округу одржавају се такмичења изворних група у певању, као што су Златарфест у Новој Вароши, Сусрети на Змајевцу у Рожанству, Сабор „Злакуса у песми и игри” у Злакуси и др. У Новој Вароши постоји Друштво за неговање традиционалног певања Извика.